# اتیلن گلیکول دی‌نیترات
اتیلن گلیکول دی‌نیترات (به انگلیسی: Ethylene glycol dinitrate) با فرمول شیمیایی C۲H۴N۲O۶ یک ترکیب شیمیایی با شناسه پاب‌کم ۴۰۸۱۸ است. که جرم مولی آن ۱۵۲٫۱ g/mol می‌باشد. شکل ظاهری این ترکیب، مایع روغنی زرد روشن مایع بی‌بو است.